# William G. Boykin

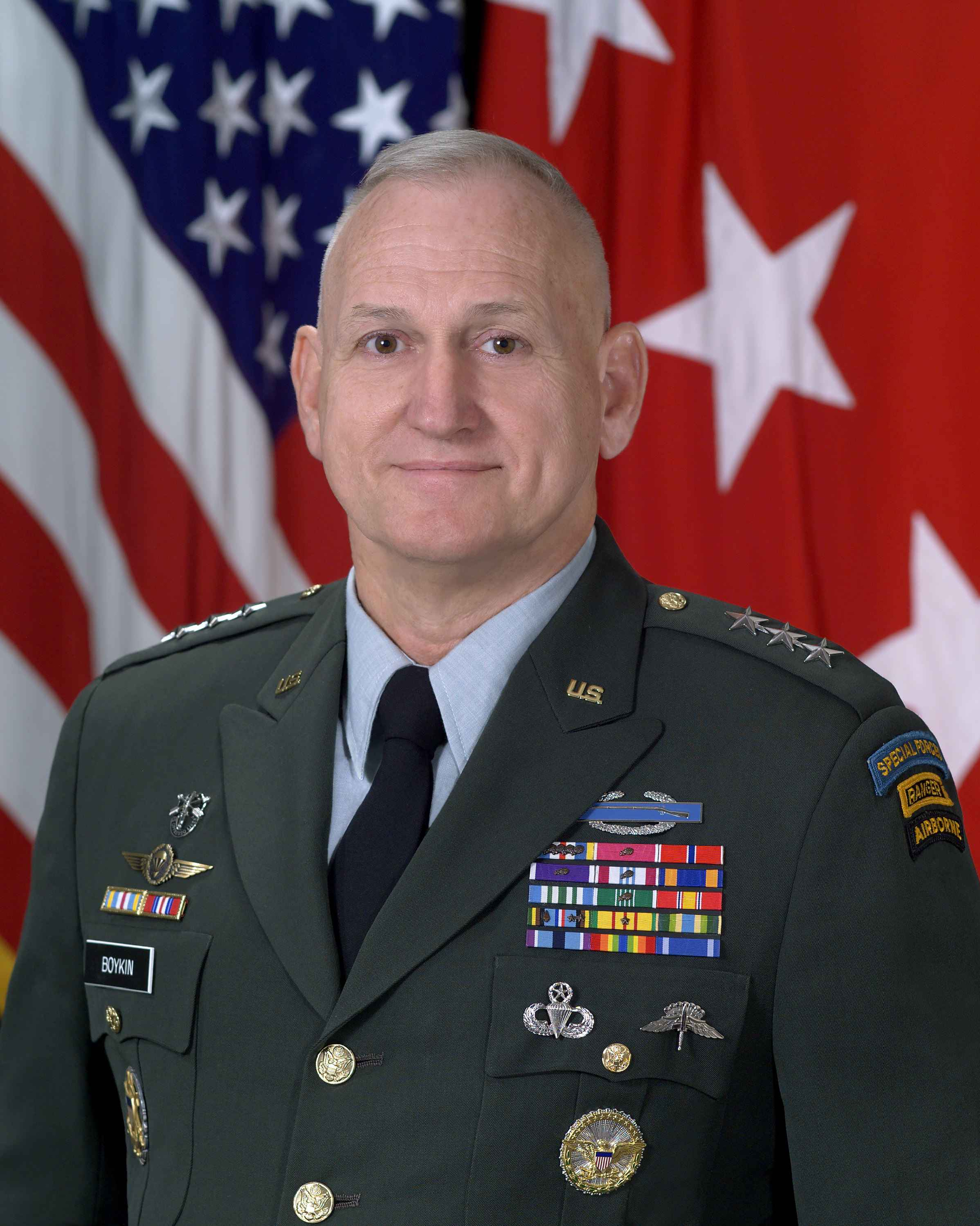
Lieutenant General W. G. Boykin

William G. Boykin (* 19. April 1948 in New Bern, North Carolina) ist ein ehemaliger Lieutenant General der US Army und zuletzt in der Funktion des „Deputy Undersecretary of Defense for Intelligence“ (Stellvertretender Unterstaatssekretär des für Nachrichtendienste).
Im Laufe seiner militärischen Karriere war er an fast allen maßgeblichen Militäreinsätzen der Streitkräfte der Vereinigten Staaten persönlich beteiligt. Während seiner Laufbahn als Offizier, war er überwiegend als Mitglied der Gemeinschaft der Spezialeinsatzkräfte des Verteidigungsministeriums der Vereinigten Staaten im Schnittpunkt der Aufgaben von Militär und Nachrichtendiensten.
Neben seiner offiziellen Funktion als Repräsentant des Verteidigungsministeriums fiel Boykin vor allem dadurch öffentlich auf, dass er aus seiner christlich-fundamentalistischen Überzeugung keinen Hehl machte, sondern wiederholt durch markige und deplatzierte Verlautbarungen in der Öffentlichkeit für etliche Irritationen nicht nur bei anderen Konfessionen sorgte. Dabei verquickte er den von der Bush-Regierung propagierten „Krieg gegen den Terror“ mit dem vermeintlichen Kampf des Christentums gegen „das Böse“, in seinen Augen offensichtlich der Islam. Eine vom Pentagon 2004 angestrengte disziplinarische Untersuchung kam aber abschließend zu dem Ergebnis, dass Boykin seine umstrittenen Äußerungen als Privatperson und nicht in offizieller Funktion gemacht hätte, er deshalb zwar gerügt würde, aber sein Amt fortführen könne.
Heute lehrt Boykin als Professor am Hampden-Sydney College, Virginia.

## Militärische Laufbahn
Boykin schloss 1971 die State University von Virginia mit dem Grad Bachelor in Erziehungswissenschaften ab. Im selben Jahr erhielt er das Offizierspatent und wurde als Second Lieutenant vereidigt. Er wurde zur 2nd Armored Division nach Fort Hood, Texas versetzt; diente bei der 101. US-Luftlandedivision in Fort Campbell, Kentucky und bei der 24. US-Infanteriedivision (mechanisiert) in Fort Stewart, Georgia.
Ab 1978 war Boykin bei der beim 1st Special Forces Operational Detachment-Delta, der Delta Force, eingesetzt. 1980 war er an der missglückten Operation Eagle Claw im Iran beteiligt, bei der das US-Botschaftspersonal in Teheran evakuiert werden sollte. Drei Jahre später nahm er an der Operation Urgent Fury teil, der US-Invasion in Grenada. Von 1990 bis 1991 absolvierte er das Army War College und wurde 1992, inzwischen zum Colonel befördert, Kommandeur eines kleinen Teams von 8 Soldaten, das versuchte Pablo Escobar in Kolumbien festzunehmen.
Von 1992 bis 1995 kommandierte er die Delta Force und wurde 1993 im Rahmen der Operation Restore Hope in der Schlacht von Mogadischu in Somalia verwundet. 1994 wurde Boykin bei den Joint Chiefs of Staff Kommandeur der Special Operations Division und 1995 als Berater im Security Review des Weißen Hauses. Im gleichen Jahr wechselte er zur CIA und wurde Leiter und Mitbegründer der neu aufgestellten Special Activities Division und führte auch Einsätze in Haiti durch.
1998 wechselte er als Brigadier General wieder zur US Army und wurde Kommandeur des United States Army Special Forces Command (Airborne) in Fort Bragg (North Carolina) und wurde – nach seiner Beförderung zum Major General – von 2000 bis 2003 Kommandeur des John F. Kennedy Special Warfare Center and School, der Ausbildungsakademie der Green Berets in Fort Bragg. Seit 2003, mittlerweile im Rang eines Lieutenant General, ist er der stellvertretende Unterstaatssekretär im Department of Defense (US-Verteidigungsministerium) für Nachrichtendienstwesen.

## Äußerungen Boykins
- 1993 stellte Boykin den christlichen Gott dem Glauben eines somalischen Warlords gegenüber: „I knew my God was bigger than his. I knew that my God was a real God and his was an idol.“[1]
- 2003: Betreffend George W. Bush (US-Präsident): „Warum ist dieser Mann im Weißen Haus? Die Mehrheit der Amerikaner hat ihn nicht gewählt. Warum ist er hier? Und ich sage Ihnen heute morgen, er ist im Weißen Haus, weil Gott ihn dorthin gestellt hat in diesen Zeiten!“
- In Uniform behauptete Boykin vor Angehörigen einer religiösen Gruppe, dass Islamisten die Vereinigten Staaten deswegen verachten würden, „weil wir eine christliche Nation sind, weil unsere Wurzeln jüdisch-christlich sind.[…] Der Feind ist ein Kerl namens Satan.“[1]
- 2013 auf der WallBuilders' Pro-Family Legislators Conference: "Der Herr ist ein Krieger und in der Offenbarung des Johannes 19 heißt es, dass er wiederkommen wird, als was wird er wiederkommen? Als Krieger. Ein mächtiger Krieger der eine mächtige Armee anführt, einen Schimmel reitend mit einer blutbefleckten weißen Robe. […] Ich bin davon überzeugt, dass das Blut auf dieser Robe das seiner Feinde ist, denn er wird zurückkehren als Krieger, der ein Schwert trägt. Und ich bin davon überzeugt - ich habe es überprüft - Ich bin davon überzeugt, dass das Schwert, das er tragen wird, wenn er zurückkommt ein AR-15 sein wird. […] Und ein Schwert ist heute ein AR-15, und wenn Du keins hast, geh und hol dir eins. Du solltest eins haben, es ist biblisch."[2]

## Auszeichnungen
Auswahl der Auszeichnungen, sortiert in Anlehnung der Order of Precedence of Military Awards:
- Army Distinguished Service Medal
- Defense Superior Service Medal (4 ×)
- Legion of Merit (2 ×)
- Bronze Star
- Purple Heart (2 ×)
- Air Medal

## Werke
- Never Surrender: A Soldier's Journey to the Crossroads of Faith and Freedom.